# Теперовка
Теперовка (укр. Теперівка) — село в Деражнянском районе Хмельницкой области Украины.

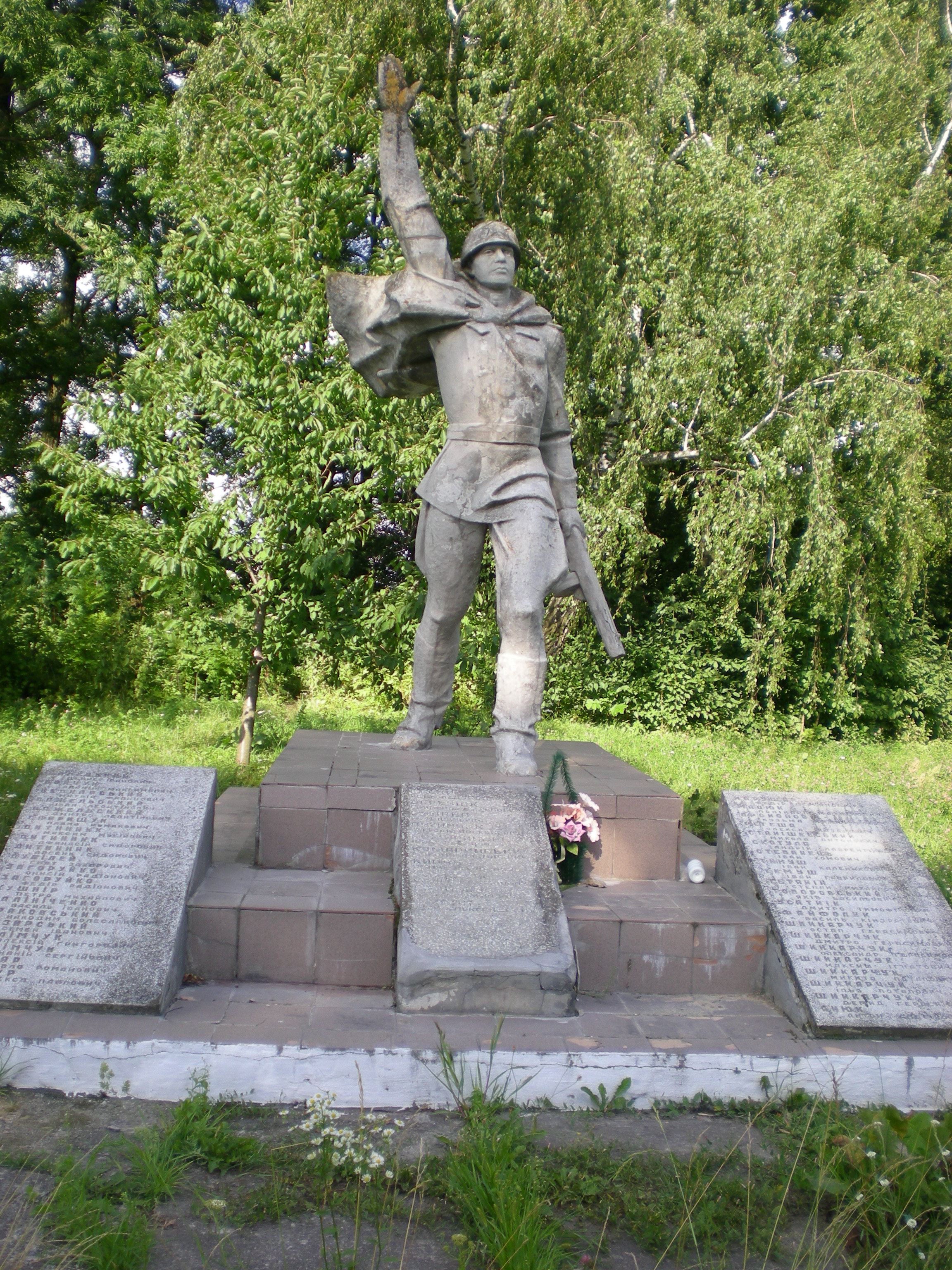
Памятник с мемориальными плитами не вернувшимся с войны теперовчанам

Население по переписи 2001 года составляло 540 человек. Почтовый индекс — 32212. Телефонный код — 3856. Занимает площадь 1,455 км². Код КОАТУУ — 6821588803.

## Местный совет
32212, Хмельницкая обл., Деражнянский р-н, с. Шпичинцы, ул. Гагарина, 6